# 켄트 공작 에드워드
켄트 공작 에드워드(영어: Prince Edward, Duke of Kent, 1935년 10월 9일 ~ )는 영국 왕실의 일원이다. 켄트 공작 조지 와 그리스와 덴마크의 공주 마리나의 장남인 그는 에드워드 8세와 조지 6세의 조카인 조지 5세의 손자이자 엘리자베스 2세의 1촌이다. 에드워드의 어머니는 또한 엘리자베스 2세의 남편인 에딘버러 공작 필립공의 1촌으로, 그를 2촌이자 한때 찰스 3세에게 양도되었던 1촌으로 만들었다. 그는 영국 왕위 계승 서열 42위이다.
에드워드 왕자는 80년 넘게 켄트 공작이라는 타이틀을 보유해오고 있다. 그는 1942년 비행기 사고로 그의 아버지가 사망한 후, 6살의 나이에 그 타이틀을 물려받았다. 에드워드는 엘리자베스 2세를 대신하여 약혼을 이행했고 140개가 넘는 자선 단체들과 관련이 있다. 그는 윔블던 챔피언과 준우승자에게 트로피를 수여했던 All England Lawn Tennis and Croquet Club의 회장이었고, 2001년에 은퇴하면서, 영국의 국제 무역 및 투자 특별 대표를 역임했다. 그는 The Scout Association의 공동 회장이고, the Royal United Services Institute and Royal Institute of Great Britain, 그리고 1967년부터 the United Grand Lodge의 그랜드 마스터이다. 켄트 공작은 1976년 6월부터 서리 대학의 수상이었다. 그의 자선 사업의 많은 부분은 전쟁 기억, 기술, 그리고 영국 산업의 성장에 관한 것이다.